# Fudbalski Klub Lovćen Cetinje
El FK Lovćen es un club de fútbol de la ciudad de Cetiña situada en el sur de Montenegro y que hasta 1918 fue su capital, en la actualidad juega en la Segunda División de Montenegro, división de la que finalizó luego de descender en la temporada 2016/17.

## Historia
El club fue fundado el día 12 de abril de 1912 en la ciudad de Cetiña y debe su nombre al parque nacional Lovćen que se encuentra cercano a la ciudad. El club lleva militando en la Primera División de Montenegro desde la temporada 2007/08 ya que en la temporada 2006/07 finalizó 1.º de la Segunda División de Montenegro por lo que ascendió directamente a Primera.
Durante su estancia en la máxima categoría de Montenegro se ha movido siempre por la zona media-baja de la tabla.

## Palmarés
- Copa de Montenegro (1): 2014

## Participación en competiciones de la UEFA
| Temporada | Torneo             | Ronda            | Club        | Casa | Visita | Global | Resultado |
| --------- | ------------------ | ---------------- | ----------- | ---- | ------ | ------ | --------- |
| 2014–15   | UEFA Europa League | Clasificatoria 1 | Željezničar | 0–1  | 0–0    | 0–1    |           |

## Estadio
El club juega sus partidos como local en el Estadio Obilića Poljana que es un estadio multiusos (utilizado para la práctica de otros deportes) con capacidad aproximada para 5.000 espectadores ya que no dispone de asientos en todas las zonas del campo.

## Uniforme
- Uniforme titular: Camiseta roja con mangas amarillas, pantalón rojo y medias rojas.
- Uniforme alternativo: Camiseta blanca con mangas rojas, pantalón blanco y medias blancas.